# Setodes adusita
Setodes adusita är en nattsländeart som beskrevs av Schmid 1987. Setodes adusita ingår i släktet Setodes och familjen långhornssländor. Inga underarter finns listade i Catalogue of Life.